# CD Àudio
El Compact Disc Digital Audio o CDDA (en català "disc compacte d'àudio digital") és un tipus de disc compacte dissenyat per a emmagatzemar àudio en format digital. Va començar a ser comercialitzat l'any 1982 per les empreses Philips i Sony. Va ser el primer sistema d'enregistrament òptic digital. També se'l coneix com a CD-A.
Amb la creació del format CD-A s'intentava superar les limitacions dels formats convencionals, instituint-se com el primer sistema de reproducció de so que gairebé no es deteriora amb el seu ús, ja que pot reproduir-se una vegada rere l'altra, sense perdre qualitat de so.
L'estàndard per als CD-A és defineix al document anomenat Red Book, aquest document pertany a un conjunt d'estandars conegut com a Rainbow Books que conté les especificacions tècniques per a tots els formats de la família de discos compactes.

## Diferència entre CD-àudio i CD-ROM
El CD es va fer originalment com a format d'àudio. La música d'un CD està en una pista continuada com en els discos de vinil. No hi ha fitxers al disc. Hi ha un directori, però.
El CD-ROM va ser la implementació del CD en l'ús de dades. Originalment tenia 550 MB, després 700 MB. Eren grans quantitats km als anys 80. Era un mitjà només de lectura. Les dades es van escriure a la fàbrica, per tant, ROM. Originalment s'utilitzava per a e cyclopedies, etc. Programes i calia tenir el CD-ROM tgd a la unitat mentre l'utilitzeu. Cap disc dur podria emmagatzemar les dades. Més tard també es va utilitzar com a mitjà d'instal·lació de programes.
Més tard van crear formats gravables CD-R i CD-RW. El CD-R només es podia escriure una vegada, però el disc es podia llegir amb qualsevol unitat de CD-ROM (si és música amb qualsevol reproductor de CD). El CD-RW es podia esborrar i reescriure, però només es podia llegir amb unitats o reproductors nous que es van fer després de la seva introducció.